# منطقة لاليتبور
لاليتبور رمزها «LA» (بالإنجليزية: Lalitpur)‏ ، هو تقسيم إداري لدولة الهند تتبع ولاية أتر برديش (بالإنجليزية: Uttar  Pradesh)‏ ، مركزها هو مدينة لاليتبور (بالإنجليزية: Lalitpur)‏ عدد سكانها حسب تعداد سنة 2001 هو 977,447 ، مساحتها 5,039 كم² وكثافة السكان 194 لكل كم² .